# Société mycologique du Nord de la France
Vous pouvez aider à l'améliorer ou bien discuter des problèmes sur sa page de discussion.
- Il ne cite pas suffisamment ses sources. Vous pouvez indiquer les passages à sourcer avec {{référence nécessaire}} ou {{Référence souhaitée}}, et inclure les références utiles en les liant aux notes de bas de page. (Marqué depuis avril 2024)
- Certaines informations devraient être mieux reliées aux sources mentionnées dans la bibliographie ou les liens externes. Améliorez sa vérifiabilité en les associant par des références. (Marqué depuis avril 2024)
- Il ne s’appuie pas, ou pas assez, sur des sources secondaires ou tertiaires. (Marqué depuis avril 2024)

- Archive Wikiwix
- Bing
- Cairn
- DuckDuckGo
- E. Universalis
- Gallica
- Google
- G. Books
- G. News
- G. Scholar
- Persée
- Qwant
- (zh) Baidu
- (ru) Yandex
- (wd) trouver des œuvres sur Wikidata

La Société mycologique du Nord de la France, créée en 1967,  souvent appelée SMNF est association qui regroupe plus de 200 mycologues du Nord et du Pas-de-Calais s'intéressant aux champignons pour les reconnaître dans la nature, se familiariser avec leurs propriétés, leur classification, leur rôle, leur protection et leur éventuelle comestibilité.

## Activités
La société organise des excursions dans les milieux naturels de la région Nord-Pas-de-Calais à la recherche de champignons encadrées par des mycologues et propose des séances de déterminations des récoltes.
Chaque année, elle organise, au printemps ou pendant la saison mycologique d'automne, des sessions d'étude de quelques journées, dans un site remarquable par sa richesse fongique. 
Elle réalise une exposition annuelle de champignons frais et édite un bulletin semestriel.